# Gihon (Ryūkyū)
Pour les articles homonymes, voir Gihon.
Gihon (義本) (c. 1206 - c. 1260), aussi connu sous le nom Yoshimoto ou Yiben en chinois  est un roi des îles Ryūkyū.

## Biographie
Gihon est le troisième et dernier souverain de la lignée Shunten. Il succède à son père Shunbajunki à l'âge de 44 ans, en 1248.
Le règne de Gihon est marqué par de terribles désastres, dont la famine, des épidémies et des typhons dévastateurs. Vers 1254, il nomme un jeune seigneur du nom d'Eisō au titre de régent (sessei), pour aider à gérer ces désastres. Lorsque Gihon abdique en 1259 ou 1260, « il se retire seul dans la forêt ». Eisō lui succède en tant que « roi » et commence une nouvelle lignée royale. L'emplacement précis, la date et les circonstances de la mort de Gihon ne sont pas connus, mais il est raisonnable de supposer qu'il est mort peu après son abdication. Les légendes locales rapportent qu'il a été vu la dernière fois à Hedo-misaki, le point le plus septentrional de île d'Okinawa.

## Source de la traduction
- (en) Cet article est partiellement ou en totalité issu de l’article de Wikipédia en anglais intitulé « Gihon (Ryukyu) » (voir la liste des auteurs).